# Magyar tölgy
A magyar tölgy (Quercus frainetto),  (syn. Q. farnetto, Q. conferta) a bükkfafélék (Fagaceae) családjába, azon belül a tölgy (Quercus) nemzetségbe tartozó fa.

## Előfordulása
Európa délkeleti részén és Dél-Olaszországban honos. Szubmediterrán fafaj. A Balkán-félszigeten található a legnagyobb arányban. Elterjedésének északi határát Erdélyben a Fekete-Körös völgye képezi. Magyarországon szórványosan fordul elő, kisebb ültetett állományok és magányos példányok formájában. Néhány kutató nem tartja kizártnak a faj őshonosságát Magyarország határain belül sem.

## Jellemzése
Nagy termetű fa. Koronája szabad állásban széles, gömb, illetve félgömb alakú. Magasságban 30 m-t ér el. Kérge barázdált, világosszürke színű. Levelei nagyok, 10–20 cm hosszúak és 4–12 cm szélesek, visszás tojásdadok, erősen tagoltak. A mély karéjokon gyakran 1-3 mellékkaréj is képződik. Levélválla cimpás, a levelek majdnem ülők, gyakran szárölelőek. Levéllemeze vékony, felül kopaszodó, élénkzöld, fonákján eleinte vörösesbarnán gyapjas, később kopaszodó. Termése egy év alatt érik, 2–3 cm-es makk; kupacsa szálas pikkelyű, molyhos, a makk 1/3-át borítja.